# DJ Antaro
DJ Antaro oder auch Antaro, eigentlich Wolfgang Matthias Ahrens, (* 17. Oktober 1953 in Hamburg) ist ein deutscher DJ und Wegbereiter der Psytrance-Musik.

## Leben
Ahrens begann 1991, nach einem Aufenthalt in Goa, als einer der ersten in Deutschland mit kleinen Goapartys. Im Jahr 1992 veranstaltete er zusammen mit DJ Scotty die VooV-Experience in Sprötze, deren Mitveranstalter er bis 2006 war. Die VooV-Experience galt jahrelang als die größte Psytranceparty in Europa. Sie findet seit 2001 in Putlitz statt. Im Jahr 1994 gründete Ahrens das Label Spiritzone, das um 2005 seine Arbeit eingestellt hat. Mit seinem Label hat er über 150 Alben herausgegeben. Aus Spiritzone ist das Label Plusquam Records hervorgegangen.
Wolfgang Ahrens mixt unter dem Namen Antaro Psytrance, Techno, Trance und hat weltweit Events.

## Label Spirit Zone Recordings
- S.U.N. Project
- Spirallianz
- Etnica
- Electric Universe
- Space Tribe
- Shiva Chandra
- Gabriel Le Mar
- Fünf D
- SBK
- Haldolium
- Patchwork